# Rennick-Firnfeld
Das Rennick-Firnfeld (englisch Rennick Névé) ist ein Firnfeld im ostantarktischen Viktorialand. Es liegt am Kopfende des Rennick-Gletschers.
Das New Zealand Antarctic Place-Names Committee benannte es 1966 in Anlehnung an die Benennung des gleichnamigen Gletschers. Dessen Namensgeber ist Henry Edward de Parny Rennick (1881–1914), Schiffsoffizier auf der Terra Nova bei der nach dieser benannten Expedition (1910–1913) unter der Leitung des britischen Polarforschers Robert Falcon Scott.